# Wake Up Little Susie
Wake Up Little Susie är en låt skriven av Felice och Boudleaux Bryant, som är mest känd i en inspelning från 1957 av The Everly Brothers. Låten kom att bli gruppens andra hitsingel efter genombrottet med "Bye Bye Love" tidigare samma år. Den kom att bli gruppens första Billboardetta. Låtens text handlar om ett ungt par som går på bio varvid de somnar under filmen. De vaknar vid fyra på morgonen, och får problem då Susie skulle ha varit hemma vid klockan 22 på kvällen. Både familjen och deras vänner spekulerar sedan i vad som egentligen kan ha hänt.
Låten listades i The Everly Brothers version som nummer 318 i magasinet Rolling Stones lista The 500 Greatest Songs of All Time. Simon and Garfunkel har spelat in en version av låten som finns med på albumet The Concert in Central Park.

## Listplaceringar
- Billboard Hot 100, USA: #1
- UK Singles Chart, Storbritannien: #2[2]
- Nederländerna: #4[3]